# .40-65 Winchester
El .40-65 Winchester (también conocido como el .40-65 Winchester y Marlin ) fue un cartucho de rifle estadounidense.
Introducido en 1887 para ser usado en la carabina Winchester Modelo 1886, y disponible también en rifles monotiro Winchester y Marlin Modelo 1895, el 40-65 Winchester fue "un esfuerzo adicional para poner más pegada" en los cartuchos de rifle de repetición ..
Fue comercializado con cargas de pólvora negra y sin humo hasta alrededor de 1935, y se puede cargar a mano reformando los casquillos del .45-70 .